# Draaiorgel de Pod

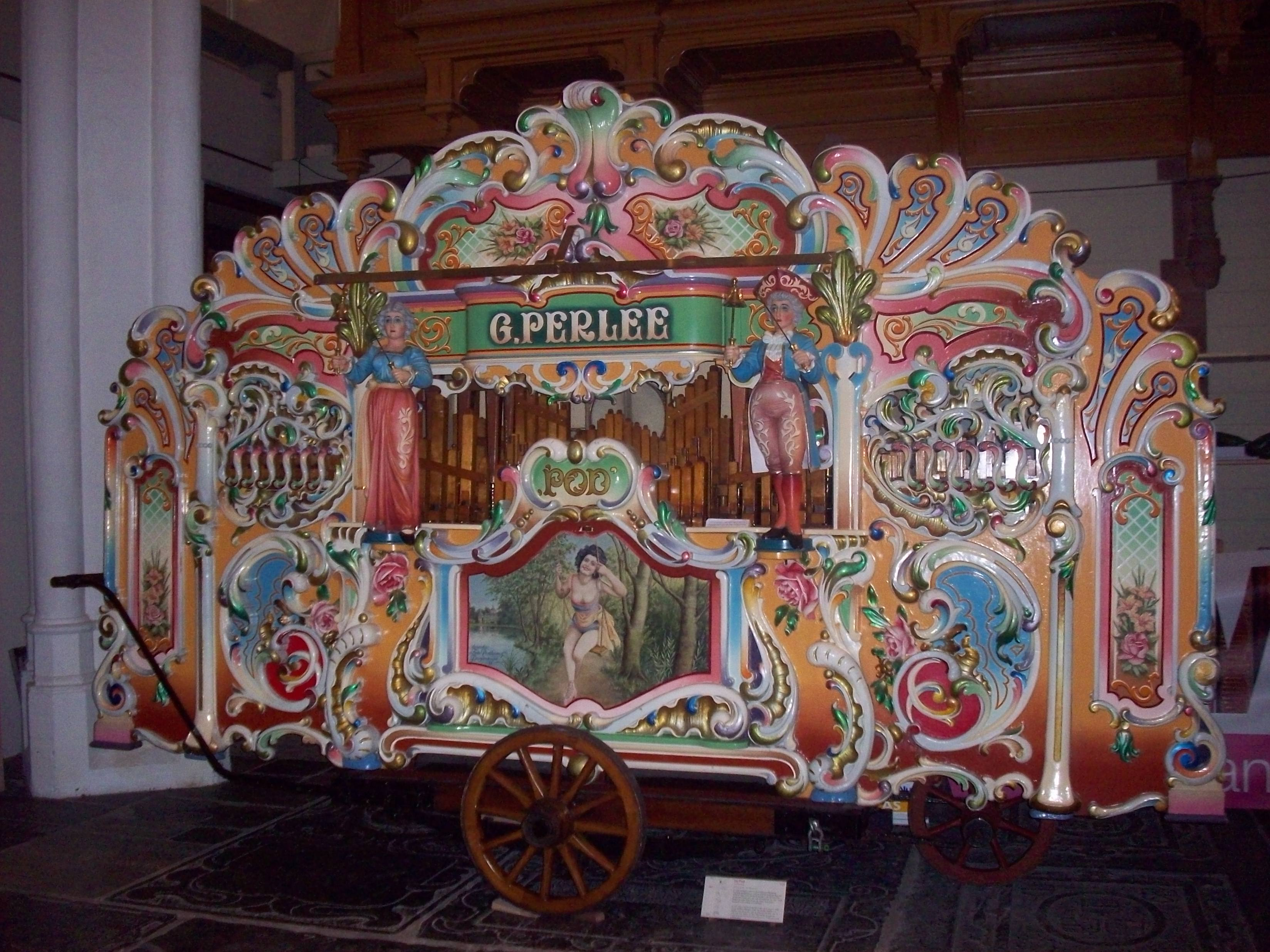
De Pod in Museum Speelklok

Draaiorgel de Pod is een Nederlands straatorgel. Het orgel telt 89 toetsen.

## Geschiedenis
Voor de oorsprong van dit orgel moeten we terug naar omstreeks 1910. Het orgel werd rond die tijd bij Burssens gebouwd. Het orgel was groot en geel geschilderd en werd daarom vernoemd naar Stoomschip Tubantia, die in 1916 getorpedeerd werd.
De eerste eigenaars waren de Gebr. Warnies. Daarna ging het over naar Holvoet, en weer later naar Möhlmann-Warnies
Carl Frei verbouwde het orgel later tot 89-toets tellende bifoon. Frei had een groot Mortierorgel gekocht, gebruikte een deel van het front voor dit orgel, en het andere voor Draaiorgel de Gouwe.
In 1935 kwam het orgel in het bezit van Willem van Jaaren. Hij heeft het orgel maar vier weken gehad, dit omdat deze namelijk erg zwaar draait (het wordt daarom vaak De Moordenaar genoemd).
Daarna werd Jan de Vries eigenaar van het orgel. De Vries werd Jan de Pod of De Podderaar genoemd, omdat hij vaak met zijn vinger in zijn neus zat. Later heeft het verbouwde orgel deze naam overgenomen.
In 1938 ging het orgel over naar Willem Roodbol (Bolle Willem) uit Rotterdam. Tijdens de oorlogsdagen is Willem Roos eigenaar geweest, maar gebruikte hem zelden.
Rond 1954 werd het orgel gekocht door Perlee. Door Henk Lurks (Akkie) en Roel Schutte (Kleine Roeltje) werd het gehuurd.
Omstreeks 1956 keerde het orgel weer terug naar Rotterdam en werd ditmaal eigendom van Arie Hanselman. Hij liet drie prachtige beelden op het front plaatsen.
Daarna heeft orgel nog verscheidene eigenaars gehad.
Tegenwoordig wordt het orgel voor museumdoeleinden gebruikt. Het is aangekocht door Museum Speelklok en in bruikleen gegeven aan het Draaiorgelmuseum in Haarlem.

## Bron
- Glorieuze orgeldagen, F. Wieffering, 1965, blz. 125-126 en 189-190.